# Liste des cantons de la Guadeloupe

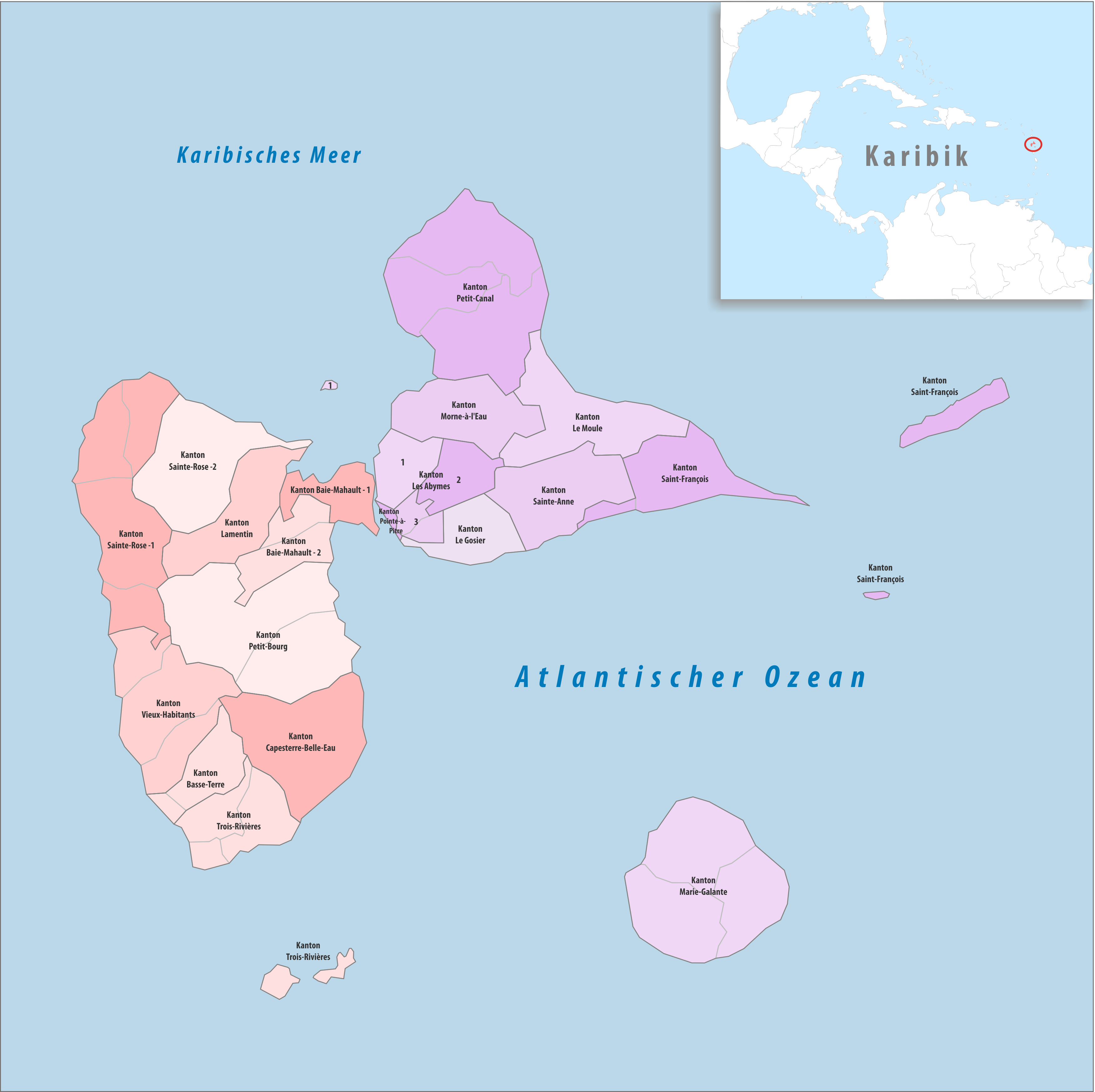

Les cantons de la Guadeloupe sont les cantons du département d'outre-mer de La Guadeloupe. Le chef-lieu de département est Basse-Terre.

## Composition actuelle
À la suite de la loi du 17 mai 2013, un nouveau découpage cantonal est mis en place en Guadeloupe. Chaque canton élit depuis les élections départementales de 2015 un binôme homme-femme. Un décret en conseil d'État, paru le 24 février 2014, crée 21 nouveaux cantons :
- Les Abymes-1 - Les Abymes-2 - Les Abymes-3 - Baie-Mahault-1 - Baie-Mahault-2 - Basse-Terre - Capesterre-Belle-Eau - Le Gosier - Lamentin - Marie-Galante - Le Moule - Morne-à-l'Eau - Petit-Bourg - Petit-Canal - Pointe-à-Pitre - Saint-François - Sainte-Anne - Sainte-Rose-1 - Sainte-Rose-2 - Trois-Rivières - Vieux-Habitants

## Ancienne composition
Liste des 40 cantons de la Guadeloupe, par arrondissement :
- Arrondissement de Basse-Terre (17 cantons) : Baie-Mahault - Basse-Terre-1 - Basse-Terre-2 - Bouillante - Capesterre-Belle-Eau-1 - Capesterre-Belle-Eau-2 - Gourbeyre - Goyave - Lamentin - Petit-Bourg - Pointe-Noire - Saint-Claude - Sainte-Rose-1 - Sainte-Rose-2 - Les Saintes - Trois-Rivières - Vieux-Habitants
- Arrondissement de Pointe-à-Pitre (23 cantons) : Les Abymes-1 - Les Abymes-2 - Les Abymes-3 - Les Abymes-4 - Les Abymes-5 - Anse-Bertrand - Capesterre-de-Marie-Galante - La Désirade - Grand-Bourg - Le Gosier-1 - Le Gosier-2 - Morne-à-l'Eau-1 - Morne-à-l'Eau-2 - Le Moule-1 - Le Moule-2 - Petit-Canal - Pointe-à-Pitre-1 - Pointe-à-Pitre-2 - Pointe-à-Pitre-3 - Saint-François - Saint-Louis - Sainte-Anne-1 - Sainte-Anne-2

Note : Trois anciens cantons étaient groupés dans un même arrondissement. Cet arrondissement (de même que les communes correspondantes) a disparu depuis la séparation de ces îles en deux collectivités d'outre-mer, séparées du département et la région d’outre-mer de la Guadeloupe. Les mandats électifs au Conseil général correspondant à ces cantons restent en place jusqu'à leur terme avant transfert définitif des compétences territoriales aux nouvelles collectivités. Il s'agit de l'ancien arrondissement des Îles du Nord, dont les trois cantons étaient le canton de Saint-Barthélemy (dissous en 2007), le canton de Saint-Martin-1 (dissolution en 2010) et le canton de Saint-Martin-2 (dissolution en 2010).